# Gunnarella robertsii
Gunnarella robertsii är en orkidéart som först beskrevs av Rudolf Schlechter, och fick sitt nu gällande namn av Karlheinz Senghas. Gunnarella robertsii ingår i släktet Gunnarella och familjen orkidéer. Inga underarter finns listade i Catalogue of Life.